# 溫國奇
溫國奇，字仲庸，号澄虚，江西赣州府寧都縣人，明朝政治人物。

## 生平
万历三十七年（1609年）中举，四十四年（1616年）登丙辰科进士，禮部觀政，四十五年授惠州府推官，四十六年本省同考，在任六年，天啓二年（1622年）十月考选试御史，三年四月补為陕西道御史。丁憂去職，天启六年三月補浙江道，巡视中城，本年甘肃巡按。以刘铎案被崔呈秀所陷闲住。崇禎元年三月具疏鸣冤，十一月，起補雲南道御史，二年七月巡按应天，三年升河南府知府，四年降用，五年補蘇州知府，六年升南刑部贵州司郎中，八年官至四川右參議、清宁道。

## 家族
曾祖温廷鰲。祖父温良任。父温克奏。